# مثل القمر
متل القمر هو مسلسل لبناني مقتبس عن المسلسل المكسيكي ماريمار الشهير الذي عرض في عام 1994، بدأ عرض المسلسل في سنة 2016 على إم تي في اللبنانية، وتبلغ مدة الحلقة الواحدة 40 دقيقة، وهو من إخراج سيزار حاج خليل.

## بطولة
- وسام صليبا
- ستيفاني صليبا
- إدوار الهاشم
- وفاء طربيه
- جهاد الأطرش
- وداد جبور

## القصة
تدور احداث المسلسل حول قصة قمر الفتاة التي تعيش مع جدها في كوخ على الشاطئ، وتنشأ قصة حب بينها وبين ابن مزارع غني.